# Tour de Romandie 2022
Le Tour de Romandie 2022 est la 75e édition de cette course cycliste sur route masculine. La compétition a lieu du 26 avril au 1er mai 2022 en Suisse, entre Lausanne et Villars-sur-Ollon. Le parcours consiste en un prologue, quatre étapes en ligne et un contre-la-montre, sur une distance totale de 712,460 km. 
Cette course est reprise dans l'UCI World Tour 2022, le calendrier le plus important du cyclisme sur route.

## Présentation

### Parcours
Cette édition est très montagneuse, avec plus de 14 000 mètres de dénivelé : ce sera l’édition la plus montagneuse de l’histoire du Tour de Romandie en 75 éditions. Contrairement à l'édition précédente, la course comporte deux étapes disputées contre-la-montre : la première sous la forme d'un prologue dans la ville de Lausanne (5,120 km) et la dernière étape entre Aigle où se situe le Centre mondial du cyclisme et Villars-sur-Ollon (15,840 km).
Pour fêter cette 75e édition, il est à noter que le maillot de leader habituellement jaune est cette année de couleur verte comme lors des premières éditions.

### Équipes
Le Tour de Romandie étant une manche du World Tour, les dix-huit WorldTeams participent à la course. Une équipe UCI ProTeam (B&B Hotels-KTM) est aussi prévue au départ.
| WorldTeams (18)- AG2R Citroën Team - Astana Qazaqstan Team - Bahrain Victorious - Bora-Hansgrohe - Cofidis - EF Education-EasyPost - Groupama-FDJ - Ineos Grenadiers - Intermarché-Wanty-Gobert Matériaux - Israel-Premier Tech - Jumbo-Visma - Lotto-Soudal - Movistar Team - Quick-Step Alpha Vinyl - BikeExchange-Jayco - Team DSM - Trek-Segafredo - UAE Team Emirates ProTeam- Equipo Kern Pharma Équipe nationale- Suisse |
| |

## Étapes
| Étape     | Date    | Villes étapes              | type                     | Distance (km) | Dénivelé (m) | Vainqueur d'étape | Leader du classement général |
| --------- | ------- | -------------------------- | ------------------------ | ------------- | ------------ | ----------------- | ---------------------------- |
| Prologue  | 26 avr. | Lausanne – Lausanne        | prologue                 | 5,12          | 39 m         | Ethan Hayter      | Ethan Hayter                 |
| 1re étape | 27 avr. | La Grande Béroche – Romont | étape vallonnée          | 178           | 2 729 m      | Dylan Teuns       | Rohan Dennis                 |
| 2e étape  | 28 avr. | Echallens – Echallens      | étape vallonnée          | 168,2         | 2 327 m      | Ethan Hayter      | Rohan Dennis                 |
| 3e étape  | 29 avr. | Valbroye – Valbroye        | étape vallonnée          | 165,1         | 2 441 m      | Patrick Bevin     | Rohan Dennis                 |
| 4e étape  | 30 avr. | Aigle – val d'Anniviers    | étape de montagne        | 180,1         | 4 158 m      | Sergio Higuita    | Rohan Dennis                 |
| 5e étape  | 1 mai   | Aigle – Villars-sur-Ollon  | contre-la-montre en côte | 15,84         | 884 m        | Aleksandr Vlasov  | Aleksandr Vlasov             |

## Déroulement de la course

### Prologue
| \| Classement de l'étape \| Classement de l'étape \| Classement de l'étape \| Classement de l'étape \| Classement de l'étape \| \| Coureur \| Coureur \| Pays \| Équipe \| Temps \| \| --------------------- \| --------------------- \| --------------------- \| ---------------------- \| --------------------- \| \| 1er \| Ethan Hayter \| Royaume-Uni \| Ineos Grenadiers \| 5 min 52 s \| \| 2e \| Rohan Dennis \| Australie \| Jumbo-Visma \| + 4 s \| \| 3e \| Felix Großschartner \| Autriche \| Bora-Hansgrohe \| + 10 s \| \| 4e \| Geraint Thomas \| Royaume-Uni \| Ineos Grenadiers \| + 10 s \| \| 5e \| Maximilian Schachmann \| Allemagne \| Bora-Hansgrohe \| + 13 s \| \| 6e \| Matteo Sobrero \| Italie \| BikeExchange-Jayco \| + 13 s \| \| 7e \| Ethan Vernon \| Royaume-Uni \| Quick-Step Alpha Vinyl \| + 14 s \| \| 8e \| Georg Steinhauser \| Allemagne \| EF Education-EasyPost \| + 14 s \| \| 9e \| Mauro Schmid \| Suisse \| Quick-Step Alpha Vinyl \| + 14 s \| \| 10e \| Juan Ayuso \| Espagne \| UAE Team Emirates \| + 14 s \| |                       |             |                        |            |
| |                       |             |                        |            |
| Source : ProCyclingStats |                       |             |                        |            |
| Classement de l'étape |                       |             |                        |            |
| Coureur | Coureur               | Pays        | Équipe                 | Temps      |
| 1er | Ethan Hayter          | Royaume-Uni | Ineos Grenadiers       | 5 min 52 s |
| 2e | Rohan Dennis          | Australie   | Jumbo-Visma            | + 4 s      |
| 3e | Felix Großschartner   | Autriche    | Bora-Hansgrohe         | + 10 s     |
| 4e | Geraint Thomas        | Royaume-Uni | Ineos Grenadiers       | + 10 s     |
| 5e | Maximilian Schachmann | Allemagne   | Bora-Hansgrohe         | + 13 s     |
| 6e | Matteo Sobrero        | Italie      | BikeExchange-Jayco     | + 13 s     |
| 7e | Ethan Vernon          | Royaume-Uni | Quick-Step Alpha Vinyl | + 14 s     |
| 8e | Georg Steinhauser     | Allemagne   | EF Education-EasyPost  | + 14 s     |
| 9e | Mauro Schmid          | Suisse      | Quick-Step Alpha Vinyl | + 14 s     |
| 10e | Juan Ayuso            | Espagne     | UAE Team Emirates      | + 14 s     |

| \| Classement général \| Classement général \| Classement général \| Classement général \| Classement général \| \| Coureur \| Coureur \| Pays \| Équipe \| Temps \| \| ------------------ \| --------------------- \| ------------------ \| ---------------------- \| ------------------ \| \| 1er \| Ethan Hayter \| Royaume-Uni \| Ineos Grenadiers \| 5 min 52 s \| \| 2e \| Rohan Dennis \| Australie \| Jumbo-Visma \| + 4 s \| \| 3e \| Felix Großschartner \| Autriche \| Bora-Hansgrohe \| + 10 s \| \| 4e \| Geraint Thomas \| Royaume-Uni \| Ineos Grenadiers \| + 10 s \| \| 5e \| Maximilian Schachmann \| Allemagne \| Bora-Hansgrohe \| + 13 s \| \| 6e \| Matteo Sobrero \| Italie \| BikeExchange-Jayco \| + 13 s \| \| 7e \| Ethan Vernon \| Royaume-Uni \| Quick-Step Alpha Vinyl \| + 14 s \| \| 8e \| Georg Steinhauser \| Allemagne \| EF Education-EasyPost \| + 14 s \| \| 9e \| Mauro Schmid \| Suisse \| Quick-Step Alpha Vinyl \| + 14 s \| \| 10e \| Juan Ayuso \| Espagne \| UAE Team Emirates \| + 14 s \| |                       |             |                        |            |
| |                       |             |                        |            |
| Source : ProCyclingStats |                       |             |                        |            |
| Classement général |                       |             |                        |            |
| Coureur | Coureur               | Pays        | Équipe                 | Temps      |
| 1er | Ethan Hayter          | Royaume-Uni | Ineos Grenadiers       | 5 min 52 s |
| 2e | Rohan Dennis          | Australie   | Jumbo-Visma            | + 4 s      |
| 3e | Felix Großschartner   | Autriche    | Bora-Hansgrohe         | + 10 s     |
| 4e | Geraint Thomas        | Royaume-Uni | Ineos Grenadiers       | + 10 s     |
| 5e | Maximilian Schachmann | Allemagne   | Bora-Hansgrohe         | + 13 s     |
| 6e | Matteo Sobrero        | Italie      | BikeExchange-Jayco     | + 13 s     |
| 7e | Ethan Vernon          | Royaume-Uni | Quick-Step Alpha Vinyl | + 14 s     |
| 8e | Georg Steinhauser     | Allemagne   | EF Education-EasyPost  | + 14 s     |
| 9e | Mauro Schmid          | Suisse      | Quick-Step Alpha Vinyl | + 14 s     |
| 10e | Juan Ayuso            | Espagne     | UAE Team Emirates      | + 14 s     |

### 1reétape
| \| Classement de l'étape \| Classement de l'étape \| Classement de l'étape \| Classement de l'étape \| Classement de l'étape \| \| Coureur \| Coureur \| Pays \| Équipe \| Temps \| \| --------------------- \| --------------------- \| --------------------- \| ---------------------------------- \| --------------------- \| \| 1er \| Dylan Teuns \| Belgique \| Bahrain Victorious \| 4 h 23 min 58 s \| \| 2e \| Rohan Dennis \| Australie \| Jumbo-Visma \| + 0 s \| \| 3e \| Marc Hirschi \| Suisse \| UAE Team Emirates \| + 2 s \| \| 4e \| Aleksandr Vlasov \| Russie \| Bora-Hansgrohe \| + 2 s \| \| 5e \| Quinten Hermans \| Belgique \| Intermarché-Wanty-Gobert Matériaux \| + 2 s \| \| 6e \| Ben O'Connor \| Australie \| AG2R Citroën Team \| + 4 s \| \| 7e \| Damiano Caruso \| Italie \| Bahrain Victorious \| + 4 s \| \| 8e \| Juan Ayuso \| Espagne \| UAE Team Emirates \| + 4 s \| \| 9e \| Steff Cras \| Belgique \| Lotto-Soudal \| + 4 s \| \| 10e \| Mauro Schmid \| Suisse \| Quick-Step Alpha Vinyl \| + 4 s \| |                  |           |                                    |                 |
| |                  |           |                                    |                 |
| Source : ProCyclingStats |                  |           |                                    |                 |
| Classement de l'étape |                  |           |                                    |                 |
| Coureur | Coureur          | Pays      | Équipe                             | Temps           |
| 1er | Dylan Teuns      | Belgique  | Bahrain Victorious                 | 4 h 23 min 58 s |
| 2e | Rohan Dennis     | Australie | Jumbo-Visma                        | + 0 s           |
| 3e | Marc Hirschi     | Suisse    | UAE Team Emirates                  | + 2 s           |
| 4e | Aleksandr Vlasov | Russie    | Bora-Hansgrohe                     | + 2 s           |
| 5e | Quinten Hermans  | Belgique  | Intermarché-Wanty-Gobert Matériaux | + 2 s           |
| 6e | Ben O'Connor     | Australie | AG2R Citroën Team                  | + 4 s           |
| 7e | Damiano Caruso   | Italie    | Bahrain Victorious                 | + 4 s           |
| 8e | Juan Ayuso       | Espagne   | UAE Team Emirates                  | + 4 s           |
| 9e | Steff Cras       | Belgique  | Lotto-Soudal                       | + 4 s           |
| 10e | Mauro Schmid     | Suisse    | Quick-Step Alpha Vinyl             | + 4 s           |

| \| Classement général \| Classement général \| Classement général \| Classement général \| Classement général \| \| Coureur \| Coureur \| Pays \| Équipe \| Temps \| \| ------------------ \| ------------------- \| ------------------ \| ---------------------- \| ------------------ \| \| 1er \| Rohan Dennis \| Australie \| Jumbo-Visma \| 4 h 29 min 48 s \| \| 2e \| Felix Großschartner \| Autriche \| Bora-Hansgrohe \| + 16 s \| \| 3e \| Dylan Teuns \| Belgique \| Bahrain Victorious \| + 18 s \| \| 4e \| Mauro Schmid \| Suisse \| Quick-Step Alpha Vinyl \| + 20 s \| \| 5e \| Juan Ayuso \| Espagne \| UAE Team Emirates \| + 20 s \| \| 6e \| Mikkel Honoré \| Danemark \| Quick-Step Alpha Vinyl \| + 20 s \| \| 7e \| Patrick Bevin \| Nouvelle-Zélande \| Israel-Premier Tech \| + 22 s \| \| 8e \| Aleksandr Vlasov \| Russie \| Bora-Hansgrohe \| + 23 s \| \| 9e \| Brandon McNulty \| États-Unis \| UAE Team Emirates \| + 23 s \| \| 10e \| Marc Hirschi \| Suisse \| UAE Team Emirates \| + 24 s \| |                     |                  |                        |                 |
| |                     |                  |                        |                 |
| Source : ProCyclingStats |                     |                  |                        |                 |
| Classement général |                     |                  |                        |                 |
| Coureur | Coureur             | Pays             | Équipe                 | Temps           |
| 1er | Rohan Dennis        | Australie        | Jumbo-Visma            | 4 h 29 min 48 s |
| 2e | Felix Großschartner | Autriche         | Bora-Hansgrohe         | + 16 s          |
| 3e | Dylan Teuns         | Belgique         | Bahrain Victorious     | + 18 s          |
| 4e | Mauro Schmid        | Suisse           | Quick-Step Alpha Vinyl | + 20 s          |
| 5e | Juan Ayuso          | Espagne          | UAE Team Emirates      | + 20 s          |
| 6e | Mikkel Honoré       | Danemark         | Quick-Step Alpha Vinyl | + 20 s          |
| 7e | Patrick Bevin       | Nouvelle-Zélande | Israel-Premier Tech    | + 22 s          |
| 8e | Aleksandr Vlasov    | Russie           | Bora-Hansgrohe         | + 23 s          |
| 9e | Brandon McNulty     | États-Unis       | UAE Team Emirates      | + 23 s          |
| 10e | Marc Hirschi        | Suisse           | UAE Team Emirates      | + 24 s          |

### 2eétape
| \| Classement de l'étape \| Classement de l'étape \| Classement de l'étape \| Classement de l'étape \| Classement de l'étape \| \| Coureur \| Coureur \| Pays \| Équipe \| Temps \| \| --------------------- \| --------------------- \| --------------------- \| ---------------------------------- \| --------------------- \| \| 1er \| Ethan Hayter \| Royaume-Uni \| Ineos Grenadiers \| 4 h 04 min 55 s \| \| 2e \| Jon Aberasturi \| Espagne \| Trek-Segafredo \| + 0 s \| \| 3e \| Fernando Gaviria \| Colombie \| UAE Team Emirates \| + 0 s \| \| 4e \| Aleksandr Vlasov \| Russie \| Bora-Hansgrohe \| + 0 s \| \| 5e \| Sean Quinn \| États-Unis \| EF Education-EasyPost \| + 0 s \| \| 6e \| Quinten Hermans \| Belgique \| Intermarché-Wanty-Gobert Matériaux \| + 0 s \| \| 7e \| Nikias Arndt \| Allemagne \| Team DSM \| + 0 s \| \| 8e \| Ben O'Connor \| Australie \| AG2R Citroën Team \| + 0 s \| \| 9e \| Felix Großschartner \| Autriche \| Bora-Hansgrohe \| + 0 s \| \| 10e \| Steven Kruijswijk \| Pays-Bas \| Jumbo-Visma \| + 0 s \| |                     |             |                                    |                 |
| |                     |             |                                    |                 |
| Source : ProCyclingStats |                     |             |                                    |                 |
| Classement de l'étape |                     |             |                                    |                 |
| Coureur | Coureur             | Pays        | Équipe                             | Temps           |
| 1er | Ethan Hayter        | Royaume-Uni | Ineos Grenadiers                   | 4 h 04 min 55 s |
| 2e | Jon Aberasturi      | Espagne     | Trek-Segafredo                     | + 0 s           |
| 3e | Fernando Gaviria    | Colombie    | UAE Team Emirates                  | + 0 s           |
| 4e | Aleksandr Vlasov    | Russie      | Bora-Hansgrohe                     | + 0 s           |
| 5e | Sean Quinn          | États-Unis  | EF Education-EasyPost              | + 0 s           |
| 6e | Quinten Hermans     | Belgique    | Intermarché-Wanty-Gobert Matériaux | + 0 s           |
| 7e | Nikias Arndt        | Allemagne   | Team DSM                           | + 0 s           |
| 8e | Ben O'Connor        | Australie   | AG2R Citroën Team                  | + 0 s           |
| 9e | Felix Großschartner | Autriche    | Bora-Hansgrohe                     | + 0 s           |
| 10e | Steven Kruijswijk   | Pays-Bas    | Jumbo-Visma                        | + 0 s           |

| \| Classement général \| Classement général \| Classement général \| Classement général \| Classement général \| \| Coureur \| Coureur \| Pays \| Équipe \| Temps \| \| ------------------ \| ------------------- \| ------------------ \| ---------------------- \| ------------------ \| \| 1er \| Rohan Dennis \| Australie \| Jumbo-Visma \| 8 h 34 min 43 s \| \| 2e \| Felix Großschartner \| Autriche \| Bora-Hansgrohe \| + 14 s \| \| 3e \| Mauro Schmid \| Suisse \| Quick-Step Alpha Vinyl \| + 18 s \| \| 4e \| Dylan Teuns \| Belgique \| Bahrain Victorious \| + 18 s \| \| 5e \| Juan Ayuso \| Espagne \| UAE Team Emirates \| + 18 s \| \| 6e \| Mikkel Honoré \| Danemark \| Quick-Step Alpha Vinyl \| + 18 s \| \| 7e \| Patrick Bevin \| Nouvelle-Zélande \| Israel-Premier Tech \| + 20 s \| \| 8e \| Brandon McNulty \| États-Unis \| UAE Team Emirates \| + 21 s \| \| 9e \| Aleksandr Vlasov \| Russie \| Bora-Hansgrohe \| + 23 s \| \| 10e \| Marc Hirschi \| Suisse \| UAE Team Emirates \| + 24 s \| |                     |                  |                        |                 |
| |                     |                  |                        |                 |
| Source : ProCyclingStats |                     |                  |                        |                 |
| Classement général |                     |                  |                        |                 |
| Coureur | Coureur             | Pays             | Équipe                 | Temps           |
| 1er | Rohan Dennis        | Australie        | Jumbo-Visma            | 8 h 34 min 43 s |
| 2e | Felix Großschartner | Autriche         | Bora-Hansgrohe         | + 14 s          |
| 3e | Mauro Schmid        | Suisse           | Quick-Step Alpha Vinyl | + 18 s          |
| 4e | Dylan Teuns         | Belgique         | Bahrain Victorious     | + 18 s          |
| 5e | Juan Ayuso          | Espagne          | UAE Team Emirates      | + 18 s          |
| 6e | Mikkel Honoré       | Danemark         | Quick-Step Alpha Vinyl | + 18 s          |
| 7e | Patrick Bevin       | Nouvelle-Zélande | Israel-Premier Tech    | + 20 s          |
| 8e | Brandon McNulty     | États-Unis       | UAE Team Emirates      | + 21 s          |
| 9e | Aleksandr Vlasov    | Russie           | Bora-Hansgrohe         | + 23 s          |
| 10e | Marc Hirschi        | Suisse           | UAE Team Emirates      | + 24 s          |

### 3eétape
Les trois échappés (Rémi Cavagna, Nans Peters et Krists Neilands) sont repris aux vingt derniers kilomètres. Carlos Verona (Movistar) est le premier à faire une tentative. Seul Rein Taaramäe arrive à faire un écart significatif. Le peloton revient et le Néo-Zélandais Patrick Bevin gagne le sprint.
| \| Classement de l'étape \| Classement de l'étape \| Classement de l'étape \| Classement de l'étape \| Classement de l'étape \| \| Coureur \| Coureur \| Pays \| Équipe \| Temps \| \| --------------------- \| --------------------- \| --------------------- \| ---------------------------------- \| --------------------- \| \| 1er \| Patrick Bevin \| Nouvelle-Zélande \| Israel-Premier Tech \| 3 h 53 min 27 s \| \| 2e \| Ethan Hayter \| Royaume-Uni \| Ineos Grenadiers \| + 0 s \| \| 3e \| Rohan Dennis \| Australie \| Jumbo-Visma \| + 0 s \| \| 4e \| Dion Smith \| Nouvelle-Zélande \| BikeExchange-Jayco \| + 0 s \| \| 5e \| Quinten Hermans \| Belgique \| Intermarché-Wanty-Gobert Matériaux \| + 0 s \| \| 6e \| Damiano Caruso \| Italie \| Bahrain Victorious \| + 0 s \| \| 7e \| Finn Fisher-Black \| Nouvelle-Zélande \| UAE Team Emirates \| + 0 s \| \| 8e \| Felix Großschartner \| Autriche \| Bora-Hansgrohe \| + 0 s \| \| 9e \| Nikias Arndt \| Allemagne \| Team DSM \| + 0 s \| \| 10e \| Mikkel Honoré \| Danemark \| Quick-Step Alpha Vinyl \| + 0 s \| |                     |                  |                                    |                 |
| |                     |                  |                                    |                 |
| Source : ProCyclingStats |                     |                  |                                    |                 |
| Classement de l'étape |                     |                  |                                    |                 |
| Coureur | Coureur             | Pays             | Équipe                             | Temps           |
| 1er | Patrick Bevin       | Nouvelle-Zélande | Israel-Premier Tech                | 3 h 53 min 27 s |
| 2e | Ethan Hayter        | Royaume-Uni      | Ineos Grenadiers                   | + 0 s           |
| 3e | Rohan Dennis        | Australie        | Jumbo-Visma                        | + 0 s           |
| 4e | Dion Smith          | Nouvelle-Zélande | BikeExchange-Jayco                 | + 0 s           |
| 5e | Quinten Hermans     | Belgique         | Intermarché-Wanty-Gobert Matériaux | + 0 s           |
| 6e | Damiano Caruso      | Italie           | Bahrain Victorious                 | + 0 s           |
| 7e | Finn Fisher-Black   | Nouvelle-Zélande | UAE Team Emirates                  | + 0 s           |
| 8e | Felix Großschartner | Autriche         | Bora-Hansgrohe                     | + 0 s           |
| 9e | Nikias Arndt        | Allemagne        | Team DSM                           | + 0 s           |
| 10e | Mikkel Honoré       | Danemark         | Quick-Step Alpha Vinyl             | + 0 s           |

| \| Classement général \| Classement général \| Classement général \| Classement général \| Classement général \| \| Coureur \| Coureur \| Pays \| Équipe \| Temps \| \| ------------------ \| ------------------- \| ------------------ \| ---------------------- \| ------------------ \| \| 1er \| Rohan Dennis \| Australie \| Jumbo-Visma \| 12 h 28 min 06 s \| \| 2e \| Patrick Bevin \| Nouvelle-Zélande \| Israel-Premier Tech \| + 14 s \| \| 3e \| Felix Großschartner \| Autriche \| Bora-Hansgrohe \| + 18 s \| \| 4e \| Mauro Schmid \| Suisse \| Quick-Step Alpha Vinyl \| + 22 s \| \| 5e \| Dylan Teuns \| Belgique \| Bahrain Victorious \| + 22 s \| \| 6e \| Juan Ayuso \| Espagne \| UAE Team Emirates \| + 22 s \| \| 7e \| Mikkel Honoré \| Danemark \| Quick-Step Alpha Vinyl \| + 22 s \| \| 8e \| Brandon McNulty \| États-Unis \| UAE Team Emirates \| + 25 s \| \| 9e \| Aleksandr Vlasov \| Russie \| Bora-Hansgrohe \| + 27 s \| \| 10e \| Marc Hirschi \| Suisse \| UAE Team Emirates \| + 28 s \| |                     |                  |                        |                  |
| |                     |                  |                        |                  |
| Source : ProCyclingStats |                     |                  |                        |                  |
| Classement général |                     |                  |                        |                  |
| Coureur | Coureur             | Pays             | Équipe                 | Temps            |
| 1er | Rohan Dennis        | Australie        | Jumbo-Visma            | 12 h 28 min 06 s |
| 2e | Patrick Bevin       | Nouvelle-Zélande | Israel-Premier Tech    | + 14 s           |
| 3e | Felix Großschartner | Autriche         | Bora-Hansgrohe         | + 18 s           |
| 4e | Mauro Schmid        | Suisse           | Quick-Step Alpha Vinyl | + 22 s           |
| 5e | Dylan Teuns         | Belgique         | Bahrain Victorious     | + 22 s           |
| 6e | Juan Ayuso          | Espagne          | UAE Team Emirates      | + 22 s           |
| 7e | Mikkel Honoré       | Danemark         | Quick-Step Alpha Vinyl | + 22 s           |
| 8e | Brandon McNulty     | États-Unis       | UAE Team Emirates      | + 25 s           |
| 9e | Aleksandr Vlasov    | Russie           | Bora-Hansgrohe         | + 27 s           |
| 10e | Marc Hirschi        | Suisse           | UAE Team Emirates      | + 28 s           |

### 4eétape
| \| Classement de l'étape \| Classement de l'étape \| Classement de l'étape \| Classement de l'étape \| Classement de l'étape \| \| Coureur \| Coureur \| Pays \| Équipe \| Temps \| \| --------------------- \| --------------------- \| --------------------- \| --------------------- \| --------------------- \| \| 1er \| Sergio Higuita \| Colombie \| Bora-Hansgrohe \| 4 h 58 min 52 s \| \| 2e \| Aleksandr Vlasov \| Russie \| Bora-Hansgrohe \| + 0 s \| \| 3e \| Juan Ayuso \| Espagne \| UAE Team Emirates \| + 0 s \| \| 4e \| Ben O'Connor \| Australie \| AG2R Citroën Team \| + 0 s \| \| 5e \| Thibaut Pinot \| France \| Groupama-FDJ \| + 0 s \| \| 6e \| Michael Woods \| Canada \| Israel-Premier Tech \| + 0 s \| \| 7e \| Gino Mäder \| Suisse \| Bahrain Victorious \| + 0 s \| \| 8e \| Sébastien Reichenbach \| Suisse \| Groupama-FDJ \| + 0 s \| \| 9e \| Simon Geschke \| Allemagne \| Cofidis \| + 0 s \| \| 10e \| Carlos Verona \| Espagne \| Movistar Team \| + 0 s \| |                       |           |                     |                 |
| |                       |           |                     |                 |
| Source : ProCyclingStats |                       |           |                     |                 |
| Classement de l'étape |                       |           |                     |                 |
| Coureur | Coureur               | Pays      | Équipe              | Temps           |
| 1er | Sergio Higuita        | Colombie  | Bora-Hansgrohe      | 4 h 58 min 52 s |
| 2e | Aleksandr Vlasov      | Russie    | Bora-Hansgrohe      | + 0 s           |
| 3e | Juan Ayuso            | Espagne   | UAE Team Emirates   | + 0 s           |
| 4e | Ben O'Connor          | Australie | AG2R Citroën Team   | + 0 s           |
| 5e | Thibaut Pinot         | France    | Groupama-FDJ        | + 0 s           |
| 6e | Michael Woods         | Canada    | Israel-Premier Tech | + 0 s           |
| 7e | Gino Mäder            | Suisse    | Bahrain Victorious  | + 0 s           |
| 8e | Sébastien Reichenbach | Suisse    | Groupama-FDJ        | + 0 s           |
| 9e | Simon Geschke         | Allemagne | Cofidis             | + 0 s           |
| 10e | Carlos Verona         | Espagne   | Movistar Team       | + 0 s           |

| \| Classement général \| Classement général \| Classement général \| Classement général \| Classement général \| \| Coureur \| Coureur \| Pays \| Équipe \| Temps \| \| ------------------ \| --------------------- \| ------------------ \| --------------------- \| ------------------ \| \| 1er \| Rohan Dennis \| Australie \| Jumbo-Visma \| 17 h 27 min 01 s \| \| 2e \| Juan Ayuso \| Espagne \| UAE Team Emirates \| + 15 s \| \| 3e \| Aleksandr Vlasov \| Russie \| Bora-Hansgrohe \| + 18 s \| \| 4e \| Ben O'Connor \| Australie \| AG2R Citroën Team \| + 25 s \| \| 5e \| Luke Plapp \| Australie \| Ineos Grenadiers \| + 30 s \| \| 6e \| Gino Mäder \| Suisse \| Bahrain Victorious \| + 32 s \| \| 7e \| Sébastien Reichenbach \| Suisse \| Groupama-FDJ \| + 37 s \| \| 8e \| Neilson Powless \| États-Unis \| EF Education-EasyPost \| + 41 s \| \| 9e \| Simon Geschke \| Allemagne \| Cofidis \| + 42 s \| \| 10e \| Steff Cras \| Belgique \| Lotto-Soudal \| + 45 s \| |                       |            |                       |                  |
| |                       |            |                       |                  |
| Source : ProCyclingStats |                       |            |                       |                  |
| Classement général |                       |            |                       |                  |
| Coureur | Coureur               | Pays       | Équipe                | Temps            |
| 1er | Rohan Dennis          | Australie  | Jumbo-Visma           | 17 h 27 min 01 s |
| 2e | Juan Ayuso            | Espagne    | UAE Team Emirates     | + 15 s           |
| 3e | Aleksandr Vlasov      | Russie     | Bora-Hansgrohe        | + 18 s           |
| 4e | Ben O'Connor          | Australie  | AG2R Citroën Team     | + 25 s           |
| 5e | Luke Plapp            | Australie  | Ineos Grenadiers      | + 30 s           |
| 6e | Gino Mäder            | Suisse     | Bahrain Victorious    | + 32 s           |
| 7e | Sébastien Reichenbach | Suisse     | Groupama-FDJ          | + 37 s           |
| 8e | Neilson Powless       | États-Unis | EF Education-EasyPost | + 41 s           |
| 9e | Simon Geschke         | Allemagne  | Cofidis               | + 42 s           |
| 10e | Steff Cras            | Belgique   | Lotto-Soudal          | + 45 s           |

### 5eétape
| \| Classement de l'étape \| Classement de l'étape \| Classement de l'étape \| Classement de l'étape \| Classement de l'étape \| \| Coureur \| Coureur \| Pays \| Équipe \| Temps \| \| --------------------- \| --------------------- \| --------------------- \| ---------------------------------- \| --------------------- \| \| 1er \| Aleksandr Vlasov \| Russie \| Bora-Hansgrohe \| 33 min 40 s \| \| 2e \| Simon Geschke \| Allemagne \| Cofidis \| + 31 s \| \| 3e \| Gino Mäder \| Suisse \| Bahrain Victorious \| + 36 s \| \| 4e \| Damiano Caruso \| Italie \| Bahrain Victorious \| + 1 min 04 s \| \| 5e \| Steven Kruijswijk \| Pays-Bas \| Jumbo-Visma \| + 1 min 05 s \| \| 6e \| Thibaut Pinot \| France \| Groupama-FDJ \| + 1 min 07 s \| \| 7e \| Rein Taaramäe \| Estonie \| Intermarché-Wanty-Gobert Matériaux \| + 1 min 25 s \| \| 8e \| Juan Ayuso \| Espagne \| UAE Team Emirates \| + 1 min 25 s \| \| 9e \| Sepp Kuss \| États-Unis \| Jumbo-Visma \| + 1 min 26 s \| \| 10e \| Ben O'Connor \| Australie \| AG2R Citroën Team \| + 1 min 40 s \| |                   |            |                                    |              |
| |                   |            |                                    |              |
| Source : ProCyclingStats |                   |            |                                    |              |
| Classement de l'étape |                   |            |                                    |              |
| Coureur | Coureur           | Pays       | Équipe                             | Temps        |
| 1er | Aleksandr Vlasov  | Russie     | Bora-Hansgrohe                     | 33 min 40 s  |
| 2e | Simon Geschke     | Allemagne  | Cofidis                            | + 31 s       |
| 3e | Gino Mäder        | Suisse     | Bahrain Victorious                 | + 36 s       |
| 4e | Damiano Caruso    | Italie     | Bahrain Victorious                 | + 1 min 04 s |
| 5e | Steven Kruijswijk | Pays-Bas   | Jumbo-Visma                        | + 1 min 05 s |
| 6e | Thibaut Pinot     | France     | Groupama-FDJ                       | + 1 min 07 s |
| 7e | Rein Taaramäe     | Estonie    | Intermarché-Wanty-Gobert Matériaux | + 1 min 25 s |
| 8e | Juan Ayuso        | Espagne    | UAE Team Emirates                  | + 1 min 25 s |
| 9e | Sepp Kuss         | États-Unis | Jumbo-Visma                        | + 1 min 26 s |
| 10e | Ben O'Connor      | Australie  | AG2R Citroën Team                  | + 1 min 40 s |

## Classements finals

### Classement général
| \| Classement général \| Classement général \| Classement général \| Classement général \| Classement général \| \| Coureur \| Coureur \| Pays \| Équipe \| Temps \| \| ------------------ \| ------------------ \| ------------------ \| ------------------ \| ------------------ \| \| 1er \| Aleksandr Vlasov \| Russie \| Bora-Hansgrohe \| 18 h 00 min 59 s \| \| 2e \| Gino Mäder \| Suisse \| Bahrain Victorious \| + 50 s \| \| 3e \| Simon Geschke \| Allemagne \| Cofidis \| + 55 s \| \| 4e \| Juan Ayuso \| Espagne \| UAE Team Emirates \| + 1 min 22 s \| \| 5e \| Ben O'Connor \| Australie \| AG2R Citroën Team \| + 1 min 47 s \| \| 6e \| Damiano Caruso \| Italie \| Bahrain Victorious \| + 1 min 51 s \| \| 7e \| Steven Kruijswijk \| Pays-Bas \| Jumbo-Visma \| + 1 min 52 s \| \| 8e \| Rohan Dennis \| Australie \| Jumbo-Visma \| + 1 min 54 s \| \| 9e \| Luke Plapp \| Australie \| Ineos Grenadiers \| + 2 min 08 s \| \| 10e \| Einer Rubio \| Colombie \| Movistar Team \| + 2 min 13 s \| |                   |           |                    |                  |
| |                   |           |                    |                  |
| Source : ProCyclingStats |                   |           |                    |                  |
| Classement général |                   |           |                    |                  |
| Coureur | Coureur           | Pays      | Équipe             | Temps            |
| 1er | Aleksandr Vlasov  | Russie    | Bora-Hansgrohe     | 18 h 00 min 59 s |
| 2e | Gino Mäder        | Suisse    | Bahrain Victorious | + 50 s           |
| 3e | Simon Geschke     | Allemagne | Cofidis            | + 55 s           |
| 4e | Juan Ayuso        | Espagne   | UAE Team Emirates  | + 1 min 22 s     |
| 5e | Ben O'Connor      | Australie | AG2R Citroën Team  | + 1 min 47 s     |
| 6e | Damiano Caruso    | Italie    | Bahrain Victorious | + 1 min 51 s     |
| 7e | Steven Kruijswijk | Pays-Bas  | Jumbo-Visma        | + 1 min 52 s     |
| 8e | Rohan Dennis      | Australie | Jumbo-Visma        | + 1 min 54 s     |
| 9e | Luke Plapp        | Australie | Ineos Grenadiers   | + 2 min 08 s     |
| 10e | Einer Rubio       | Colombie  | Movistar Team      | + 2 min 13 s     |

| Classement par points | Classement par points | Classement par points | Classement par points              | Classement par points |
| Coureur               | Coureur               | Pays                  | Équipe                             | Points                |
| --------------------- | --------------------- | --------------------- | ---------------------------------- | --------------------- |
| 1er                   | Ethan Hayter          | Royaume-Uni           | Ineos Grenadiers                   | 110 pts               |
| 2e                    | Aleksandr Vlasov      | Russie                | Bora-Hansgrohe                     | 96 pts                |
| 3e                    | Rohan Dennis          | Australie             | Jumbo-Visma                        | 81 pts                |
| 4e                    | Quinten Hermans       | Belgique              | Intermarché-Wanty-Gobert Matériaux | 61 pts                |
| 5e                    | Patrick Bevin         | Nouvelle-Zélande      | Israel-Premier Tech                | 55 pts                |
| 6e                    | Dylan Teuns           | Belgique              | Bahrain Victorious                 | 50 pts                |
| 7e                    | Toms Skujiņš          | Lettonie              | Trek-Segafredo                     | 50 pts                |
| 8e                    | Juan Ayuso            | Espagne               | UAE Team Emirates                  | 50 pts                |
| 9e                    | Ben O'Connor          | Australie             | AG2R Citroën Team                  | 50 pts                |
| 10e                   | Damiano Caruso        | Italie                | Bahrain Victorious                 | 45 pts                |

| Classement par points | Classement par points | Classement par points | Classement par points              | Classement par points |
| Coureur               | Coureur               | Pays                  | Équipe                             | Points                |
| --------------------- | --------------------- | --------------------- | ---------------------------------- | --------------------- |
| 1er                   | Ethan Hayter          | Royaume-Uni           | Ineos Grenadiers                   | 110 pts               |
| 2e                    | Aleksandr Vlasov      | Russie                | Bora-Hansgrohe                     | 96 pts                |
| 3e                    | Rohan Dennis          | Australie             | Jumbo-Visma                        | 81 pts                |
| 4e                    | Quinten Hermans       | Belgique              | Intermarché-Wanty-Gobert Matériaux | 61 pts                |
| 5e                    | Patrick Bevin         | Nouvelle-Zélande      | Israel-Premier Tech                | 55 pts                |
| 6e                    | Dylan Teuns           | Belgique              | Bahrain Victorious                 | 50 pts                |
| 7e                    | Toms Skujiņš          | Lettonie              | Trek-Segafredo                     | 50 pts                |
| 8e                    | Juan Ayuso            | Espagne               | UAE Team Emirates                  | 50 pts                |
| 9e                    | Ben O'Connor          | Australie             | AG2R Citroën Team                  | 50 pts                |
| 10e                   | Damiano Caruso        | Italie                | Bahrain Victorious                 | 45 pts                |

| Classement de la montagne | Classement de la montagne    | Classement de la montagne | Classement de la montagne | Classement de la montagne |
| Coureur                   | Coureur                      | Pays                      | Équipe                    | Points                    |
| ------------------------- | ---------------------------- | ------------------------- | ------------------------- | ------------------------- |
| 1er                       | Toms Skujiņš                 | Lettonie                  | Trek-Segafredo            | 49 pts                    |
| 2e                        | James Knox                   | Royaume-Uni               | Quick-Step Alpha Vinyl    | 34 pts                    |
| 3e                        | Krists Neilands              | Lettonie                  | Israel-Premier Tech       | 20 pts                    |
| 4e                        | Nils Brun                    | Suisse                    | Suisse                    | 17 pts                    |
| 5e                        | Óscar Rodríguez Garaicoechea | Espagne                   | Movistar Team             | 16 pts                    |
| 6e                        | Thomas Champion              | France                    | Cofidis                   | 15 pts                    |
| 7e                        | Ion Izagirre                 | Espagne                   | Cofidis                   | 15 pts                    |
| 8e                        | Einer Rubio                  | Colombie                  | Movistar Team             | 12 pts                    |
| 9e                        | Antoine Debons               | Suisse                    | Suisse                    | 11 pts                    |
| 10e                       | Andrey Amador                | Costa Rica                | Ineos Grenadiers          | 10 pts                    |

| Classement de la montagne | Classement de la montagne    | Classement de la montagne | Classement de la montagne | Classement de la montagne |
| Coureur                   | Coureur                      | Pays                      | Équipe                    | Points                    |
| ------------------------- | ---------------------------- | ------------------------- | ------------------------- | ------------------------- |
| 1er                       | Toms Skujiņš                 | Lettonie                  | Trek-Segafredo            | 49 pts                    |
| 2e                        | James Knox                   | Royaume-Uni               | Quick-Step Alpha Vinyl    | 34 pts                    |
| 3e                        | Krists Neilands              | Lettonie                  | Israel-Premier Tech       | 20 pts                    |
| 4e                        | Nils Brun                    | Suisse                    | Suisse                    | 17 pts                    |
| 5e                        | Óscar Rodríguez Garaicoechea | Espagne                   | Movistar Team             | 16 pts                    |
| 6e                        | Thomas Champion              | France                    | Cofidis                   | 15 pts                    |
| 7e                        | Ion Izagirre                 | Espagne                   | Cofidis                   | 15 pts                    |
| 8e                        | Einer Rubio                  | Colombie                  | Movistar Team             | 12 pts                    |
| 9e                        | Antoine Debons               | Suisse                    | Suisse                    | 11 pts                    |
| 10e                       | Andrey Amador                | Costa Rica                | Ineos Grenadiers          | 10 pts                    |

| Classement du meilleur jeune | Classement du meilleur jeune | Classement du meilleur jeune | Classement du meilleur jeune | Classement du meilleur jeune |
| Coureur                      | Coureur                      | Pays                         | Équipe                       | Temps                        |
| ---------------------------- | ---------------------------- | ---------------------------- | ---------------------------- | ---------------------------- |
| 1er                          | Juan Ayuso                   | Espagne                      | UAE Team Emirates            | 18 h 02 min 21 s             |
| 2e                           | Luke Plapp                   | Australie                    | Ineos Grenadiers             | + 46 s                       |
| 3e                           | Einer Rubio                  | Colombie                     | Movistar Team                | + 51 s                       |
| 4e                           | Sean Quinn                   | États-Unis                   | EF Education-EasyPost        | + 2 min 06 s                 |
| 5e                           | Marc Hirschi                 | Suisse                       | UAE Team Emirates            | + 3 min 04 s                 |
| 6e                           | Mauro Schmid                 | Suisse                       | Quick-Step Alpha Vinyl       | + 3 min 22 s                 |
| 7e                           | Finn Fisher-Black            | Nouvelle-Zélande             | UAE Team Emirates            | + 3 min 56 s                 |
| 8e                           | Andreas Leknessund           | Norvège                      | Team DSM                     | + 5 min 43 s                 |
| 9e                           | Abner González               | Porto Rico                   | Movistar Team                | + 5 min 44 s                 |
| 10e                          | Ben Healy                    | Irlande                      | EF Education-EasyPost        | + 12 min 30 s                |

| Classement du meilleur jeune | Classement du meilleur jeune | Classement du meilleur jeune | Classement du meilleur jeune | Classement du meilleur jeune |
| Coureur                      | Coureur                      | Pays                         | Équipe                       | Temps                        |
| ---------------------------- | ---------------------------- | ---------------------------- | ---------------------------- | ---------------------------- |
| 1er                          | Juan Ayuso                   | Espagne                      | UAE Team Emirates            | 18 h 02 min 21 s             |
| 2e                           | Luke Plapp                   | Australie                    | Ineos Grenadiers             | + 46 s                       |
| 3e                           | Einer Rubio                  | Colombie                     | Movistar Team                | + 51 s                       |
| 4e                           | Sean Quinn                   | États-Unis                   | EF Education-EasyPost        | + 2 min 06 s                 |
| 5e                           | Marc Hirschi                 | Suisse                       | UAE Team Emirates            | + 3 min 04 s                 |
| 6e                           | Mauro Schmid                 | Suisse                       | Quick-Step Alpha Vinyl       | + 3 min 22 s                 |
| 7e                           | Finn Fisher-Black            | Nouvelle-Zélande             | UAE Team Emirates            | + 3 min 56 s                 |
| 8e                           | Andreas Leknessund           | Norvège                      | Team DSM                     | + 5 min 43 s                 |
| 9e                           | Abner González               | Porto Rico                   | Movistar Team                | + 5 min 44 s                 |
| 10e                          | Ben Healy                    | Irlande                      | EF Education-EasyPost        | + 12 min 30 s                |

| Classement par équipes | Classement par équipes | Classement par équipes | Classement par équipes |
| Équipe                 | Équipe                 | Pays                   | Temps                  |
| ---------------------- | ---------------------- | ---------------------- | ---------------------- |
| 1re                    | Jumbo-Visma            | Pays-Bas               | 54 h 09 min 15 s       |
| 2e                     | Bahrain Victorious     | Bahreïn                | + 2 min 14 s           |
| 3e                     | Groupama-FDJ           | France                 | + 2 min 20 s           |
| 4e                     | Movistar Team          | Espagne                | + 2 min 26 s           |
| 5e                     | Bora-Hansgrohe         | Allemagne              | + 3 min 30 s           |

| Classement par équipes | Classement par équipes | Classement par équipes | Classement par équipes |
| Équipe                 | Équipe                 | Pays                   | Temps                  |
| ---------------------- | ---------------------- | ---------------------- | ---------------------- |
| 1re                    | Jumbo-Visma            | Pays-Bas               | 54 h 09 min 15 s       |
| 2e                     | Bahrain Victorious     | Bahreïn                | + 2 min 14 s           |
| 3e                     | Groupama-FDJ           | France                 | + 2 min 20 s           |
| 4e                     | Movistar Team          | Espagne                | + 2 min 26 s           |
| 5e                     | Bora-Hansgrohe         | Allemagne              | + 3 min 30 s           |

## Classements UCI
La course attribue des points au classement mondial UCI 2022 selon le barème suivant :
| Position           | 1er | 2e  | 3e  | 4e  | 5e  | 6e  | 7e  | 8e  | 9e  | 10e | 11e | 12e | 13e | 14e | 15e | 16e à 20e | 21e à 30e | 31e à 50e | 51e à 55e | 56e à 60e |
| Classement général | 500 | 400 | 325 | 275 | 225 | 175 | 150 | 125 | 100 | 80  | 70  | 60  | 50  | 40  | 35  | 30        | 20        | 10        | 5         | 3         |
| Par étapes         | 60  | 25  | 10  |     |     |     |     |     |     |     |     |     |     |     |     |           |           |           |           |           |
| Leader             | 10  |     |     |     |     |     |     |     |     |     |     |     |     |     |     |           |           |           |           |           |

## Évolution des classements
| Étape              | Vainqueur          | Classement général | Classement par points | Classement de la montagne | Classement du meilleur jeune | Prix de la combativité | Classement par équipes |
| ------------------ | ------------------ | ------------------ | --------------------- | ------------------------- | ---------------------------- | ---------------------- | ---------------------- |
| P                  | Ethan Hayter       | Ethan Hayter       | Ethan Hayter          | non-décerné               | Ethan Hayter                 | non-décerné            | Ineos Grenadiers       |
| 1                  | Dylan Teuns        | Rohan Dennis       | Rohan Dennis          | Thomas Champion           | Mauro Schmid                 | Antoine Debons         | UAE Emirates           |
| 2                  | Ethan Hayter       | Rohan Dennis       | Ethan Hayter          | Thomas Champion           | Mauro Schmid                 | Nils Brun              | UAE Emirates           |
| 3                  | Patrick Bevin      | Rohan Dennis       | Ethan Hayter          | Krists Neilands           | Mauro Schmid                 | Nans Peters            | UAE Emirates           |
| 4                  | Sergio Higuita     | Rohan Dennis       | Ethan Hayter          | Toms Skujiņš              | Juan Ayuso                   | Ion Izagirre           | Groupama-FDJ           |
| 5                  | Aleksandr Vlasov   | Aleksandr Vlasov   | Ethan Hayter          | Toms Skujiņš              | Juan Ayuso                   | non-décerné            | Jumbo-Visma            |
| Classements finals | Classements finals | Aleksandr Vlasov   | Ethan Hayter          | Toms Skujiņš              | Juan Ayuso                   | non-décerné            | Jumbo-Visma            |

## Liste des participants
- Liste de départ complète

| Ineos Grenadiers IGD | Ineos Grenadiers IGD        | Ineos Grenadiers IGD |
| -------------------- | --------------------------- | -------------------- |
| Num                  | Coureur                     | Pos                  |
| 1                    | Geraint Thomas (GBR)        | 19e                  |
| 2                    | Andrey Amador (CRC)         | 50e                  |
| 3                    | Laurens De Plus (BEL)       | 84e                  |
| 4                    | Ethan Hayter (GBR) (chrono) | 62e                  |
| 5                    | Luke Plapp (AUS) (route)    | 9e                   |
| 6                    | Brandon Rivera (COL)        | AB-4                 |
| 7                    | Magnus Sheffield (USA)      | 48e                  |

| UAE Team Emirates UAD | UAE Team Emirates UAD   | UAE Team Emirates UAD |
| --------------------- | ----------------------- | --------------------- |
| Num                   | Coureur                 | Pos                   |
| 11                    | Marc Hirschi (SUI)      | 21e                   |
| 12                    | Ivo Oliveira (POR)      | 88e                   |
| 13                    | Juan Ayuso (ESP)        | 4e                    |
| 14                    | Finn Fisher-Black (NZL) | 27e                   |
| 15                    | Fernando Gaviria (COL)  | NP-4                  |
| 16                    | Brandon McNulty (USA)   | NP-4                  |
| 17                    | Jan Polanc (SLO)        | 67e                   |

| Jumbo-Visma TJV | Jumbo-Visma TJV             | Jumbo-Visma TJV |
| --------------- | --------------------------- | --------------- |
| Num             | Coureur                     | Pos             |
| 21              | Steven Kruijswijk (NED)     | 7e              |
| 22              | Rohan Dennis (AUS) (chrono) | 8e              |
| 23              | Robert Gesink (NED)         | 52e             |
| 24              | Michel Hessmann (GER)       | 107e            |
| 25              | Sepp Kuss (USA)             | 12e             |
| 26              | Gijs Leemreize (NED)        | 79e             |
| 27              | Timo Roosen (NED) (route)   | 92e             |

| Bahrain Victorious TBV | Bahrain Victorious TBV      | Bahrain Victorious TBV |
| ---------------------- | --------------------------- | ---------------------- |
| Num                    | Coureur                     | Pos                    |
| 31                     | Damiano Caruso (ITA)        | 6e                     |
| 32                     | Gino Mäder (SUI)            | 2e                     |
| 33                     | Hermann Pernsteiner (AUT)   | 36e                    |
| 34                     | Johan Price-Pejtersen (DEN) | 114e                   |
| 35                     | Luis León Sánchez (ESP)     | 40e                    |
| 36                     | Dylan Teuns (BEL)           | 98e                    |
| 37                     | Stephen Williams (GBR)      | 98e                    |

| Intermarché-Wanty-Gobert Matériaux IWG | Intermarché-Wanty-Gobert Matériaux IWG | Intermarché-Wanty-Gobert Matériaux IWG |
| -------------------------------------- | -------------------------------------- | -------------------------------------- |
| Num                                    | Coureur                                | Pos                                    |
| 41                                     | Louis Meintjes (RSA)                   | 32e                                    |
| 42                                     | Théo Delacroix (FRA)                   | 106e                                   |
| 43                                     | Quinten Hermans (BEL)                  | 69e                                    |
| 44                                     | Laurens Huys (BEL)                     | 110e                                   |
| 45                                     | Julius Johansen (DEN)                  | 115e                                   |
| 46                                     | Baptiste Planckaert (BEL)              | NP-3                                   |
| 47                                     | Rein Taaramäe (EST) (chrono)           | 33e                                    |

| Cofidis COF | Cofidis COF                 | Cofidis COF |
| ----------- | --------------------------- | ----------- |
| Num         | Coureur                     | Pos         |
| 51          | Ion Izagirre (ESP) (chrono) | 64e         |
| 52          | Sander Armée (BEL)          | 56e         |
| 53          | Tom Bohli (SUI)             | 112e        |
| 54          | Thomas Champion (FRA)       | 109e        |
| 55          | Rubén Fernández (ESP)       | 42e         |
| 56          | Simon Geschke (GER)         | 3e          |
| 57          | Davide Villella (ITA)       | 31e         |

| Groupama-FDJ GFC | Groupama-FDJ GFC            | Groupama-FDJ GFC |
| ---------------- | --------------------------- | ---------------- |
| Num              | Coureur                     | Pos              |
| 61               | Thibaut Pinot (FRA)         | 13e              |
| 62               | Matteo Badilatti (SUI)      | 59e              |
| 63               | Rudy Molard (FRA)           | 25e              |
| 64               | Quentin Pacher (FRA)        | 41e              |
| 65               | Sébastien Reichenbach (SUI) | 15e              |
| 66               | Anthony Roux (FRA)          | 90e              |
| 67               | Michael Storer (AUS)        | NP-1             |

| Quick-Step Alpha Vinyl QST | Quick-Step Alpha Vinyl QST | Quick-Step Alpha Vinyl QST |
| -------------------------- | -------------------------- | -------------------------- |
| Num                        | Coureur                    | Pos                        |
| 71                         | Rémi Cavagna (FRA) (route) | 82e                        |
| 72                         | Mattia Cattaneo (ITA)      | 91e                        |
| 73                         | Josef Černý (CZE) (chrono) | AB-4                       |
| 74                         | Mikkel Honoré (DEN)        | 46e                        |
| 75                         | James Knox (GBR)           | 71e                        |
| 76                         | Mauro Schmid (SUI)         | 23e                        |
| 77                         | Ethan Vernon (GBR)         | AB-4                       |

| AG2R Citroën Team ACT | AG2R Citroën Team ACT        | AG2R Citroën Team ACT |
| --------------------- | ---------------------------- | --------------------- |
| Num                   | Coureur                      | Pos                   |
| 81                    | Ben O'Connor (AUS)           | 5e                    |
| 82                    | Geoffrey Bouchard (FRA)      | 43e                   |
| 83                    | Bob Jungels (LUX)            | 61e                   |
| 84                    | Lawrence Naesen (BEL)        | AB-4                  |
| 85                    | Valentin Paret-Peintre (FRA) | 89e                   |
| 86                    | Nans Peters (FRA)            | 76e                   |
| 87                    | Michael Schär (SUI)          | 78e                   |

| Bora-Hansgrohe BOH | Bora-Hansgrohe BOH                  | Bora-Hansgrohe BOH |
| ------------------ | ----------------------------------- | ------------------ |
| Num                | Coureur                             | Pos                |
| 91                 | Aleksandr Vlasov (RUS) (chrono)     | 1er                |
| 92                 | Felix Großschartner (AUT)           | 28e                |
| 93                 | Sergio Higuita (COL) (route)        | 24e                |
| 94                 | Patrick Konrad (AUT) (route)        | 73e                |
| 95                 | Anton Palzer (GER)                  | 51e                |
| 96                 | Maximilian Schachmann (GER) (route) | 55e                |
| 97                 | Frederik Wandahl (DEN)              | 97e                |

| Lotto-Soudal LTS | Lotto-Soudal LTS         | Lotto-Soudal LTS |
| ---------------- | ------------------------ | ---------------- |
| Num              | Coureur                  | Pos              |
| 101              | Steff Cras (BEL)         | 11e              |
| 102              | Sébastien Grignard (BEL) | 96e              |
| 103              | Matthew Holmes (GBR)     | NP-2             |
| 104              | Harry Sweeny (AUS)       | 104e             |
| 105              | Harm Vanhoucke (BEL)     | 93e              |
| 106              | Viktor Verschaeve (BEL)  | 81e              |

| Trek-Segafredo TFS | Trek-Segafredo TFS                   | Trek-Segafredo TFS |
| ------------------ | ------------------------------------ | ------------------ |
| Num                | Coureur                              | Pos                |
| 111                | Antonio Tiberi (ITA)                 | 72e                |
| 112                | Jon Aberasturi (ESP)                 | HD-5               |
| 113                | Julien Bernard (FRA)                 | 39e                |
| 114                | Gianluca Brambilla (ITA)             | 26e                |
| 115                | Kenny Elissonde (FRA)                | 22e                |
| 116                | Toms Skujiņš (LAT) (route et chrono) | 58e                |
| 117                | Antwan Tolhoek (NED)                 | 66e                |

| Movistar Team MOV | Movistar Team MOV                  | Movistar Team MOV |
| ----------------- | ---------------------------------- | ----------------- |
| Num               | Coureur                            | Pos               |
| 121               | Carlos Verona (ESP)                | 16e               |
| 122               | Abner González (PUR)               | 35e               |
| 123               | Johan Jacobs (SUI)                 | AB-4              |
| 124               | Lluís Mas (ESP)                    | AB-1              |
| 125               | Gregor Mühlberger (AUT)            | NP-5              |
| 126               | Óscar Rodríguez Garaicoechea (ESP) | 44e               |
| 127               | Einer Rubio (COL)                  | 10e               |

| BikeExchange-Jayco BEX | BikeExchange-Jayco BEX        | BikeExchange-Jayco BEX |
| ---------------------- | ----------------------------- | ---------------------- |
| Num                    | Coureur                       | Pos                    |
| 131                    | Matteo Sobrero (ITA) (chrono) | 83e                    |
| 132                    | Sam Bewley (NZL)              | 99e                    |
| 133                    | Kevin Colleoni (ITA)          | NP-2                   |
| 134                    | Tsgabu Grmay (ETH)            | 53e                    |
| 135                    | Amund Grøndahl Jansen (NOR)   | 94e                    |
| 136                    | Jan Maas (NED)                | 74e                    |
| 137                    | Dion Smith (NZL)              | 70e                    |

| Israel-Premier Tech IPT | Israel-Premier Tech IPT  | Israel-Premier Tech IPT |
| ----------------------- | ------------------------ | ----------------------- |
| Num                     | Coureur                  | Pos                     |
| 141                     | Christopher Froome (GBR) | 65e                     |
| 142                     | Patrick Bevin (NZL)      | 38e                     |
| 143                     | Alexander Cataford (CAN) | 95e                     |
| 144                     | Jakob Fuglsang (DEN)     | 29e                     |
| 145                     | Krists Neilands (LAT)    | 80e                     |
| 146                     | Corbin Strong (NZL)      | NP-4                    |
| 147                     | Michael Woods (CAN)      | 17e                     |

| Team DSM DSM | Team DSM DSM             | Team DSM DSM |
| ------------ | ------------------------ | ------------ |
| Num          | Coureur                  | Pos          |
| 151          | Andreas Leknessund (NOR) | 34e          |
| 152          | Nikias Arndt (GER)       | 54e          |
| 153          | Marco Brenner (GER)      | 87e          |
| 154          | Romain Combaud (FRA)     | NP-4         |
| 155          | Tim Naberman (NED)       | AB-4         |
| 156          | Casper Pedersen (DEN)    | 113e         |
| 157          | Martijn Tusveld (NED)    | NP-4         |

| Astana Qazaqstan Team AST | Astana Qazaqstan Team AST   | Astana Qazaqstan Team AST |
| ------------------------- | --------------------------- | ------------------------- |
| Num                       | Coureur                     | Pos                       |
| 161                       | Harold Tejada (COL)         | 20e                       |
| 162                       | Valerio Conti (ITA)         | 77e                       |
| 163                       | Stefan de Bod (RSA)         | 57e                       |
| 164                       | Dmitriy Gruzdev (KAZ)       | AB-4                      |
| 165                       | Antonio Nibali (ITA)        | 85e                       |
| 166                       | Aleksandr Riabushenko (BLR) | 111e                      |
| 167                       | Andrey Zeits (KAZ)          | 60e                       |

| EF Education-EasyPost EFE | EF Education-EasyPost EFE | EF Education-EasyPost EFE |
| ------------------------- | ------------------------- | ------------------------- |
| Num                       | Coureur                   | Pos                       |
| 171                       | Rigoberto Urán (COL)      | NP-2                      |
| 172                       | Ben Healy (IRL)           | 47e                       |
| 173                       | Neilson Powless (USA)     | 14e                       |
| 174                       | Sean Quinn (USA)          | 18e                       |
| 175                       | Georg Steinhauser (GER)   | 103e                      |

| Equipo Kern Pharma EKP | Equipo Kern Pharma EKP     | Equipo Kern Pharma EKP |
| ---------------------- | -------------------------- | ---------------------- |
| Num                    | Coureur                    | Pos                    |
| 181                    | José Félix Parra (ESP)     | 37e                    |
| 182                    | Urko Berrade (ESP)         | 86e                    |
| 183                    | Francisco Galván (ESP)     | AB-4                   |
| 184                    | Carlos García Pierna (ESP) | 75e                    |
| 185                    | Raúl García Pierna (ESP)   | 101e                   |
| 186                    | Diego López (ESP)          | 100e                   |
| 187                    | Pau Miquel (ESP)           | 49e                    |

| Suisse SUI | Suisse SUI        | Suisse SUI |
| ---------- | ----------------- | ---------- |
| Num        | Coureur           | Pos        |
| 191        | Mathias Flückiger | 45e        |
| 192        | Nils Brun         | 108e       |
| 193        | Filippo Colombo   | 68e        |
| 194        | Antoine Debons    | 102e       |
| 195        | Dario Lillo       | 105e       |
| 196        | Valère Thiébaud   | 116e       |
| 197        | Yannis Voisard    | 63e        |

| Ineos Grenadiers IGD | Ineos Grenadiers IGD        | Ineos Grenadiers IGD |
| -------------------- | --------------------------- | -------------------- |
| Num                  | Coureur                     | Pos                  |
| 1                    | Geraint Thomas (GBR)        | 19e                  |
| 2                    | Andrey Amador (CRC)         | 50e                  |
| 3                    | Laurens De Plus (BEL)       | 84e                  |
| 4                    | Ethan Hayter (GBR) (chrono) | 62e                  |
| 5                    | Luke Plapp (AUS) (route)    | 9e                   |
| 6                    | Brandon Rivera (COL)        | AB-4                 |
| 7                    | Magnus Sheffield (USA)      | 48e                  |

| UAE Team Emirates UAD | UAE Team Emirates UAD   | UAE Team Emirates UAD |
| --------------------- | ----------------------- | --------------------- |
| Num                   | Coureur                 | Pos                   |
| 11                    | Marc Hirschi (SUI)      | 21e                   |
| 12                    | Ivo Oliveira (POR)      | 88e                   |
| 13                    | Juan Ayuso (ESP)        | 4e                    |
| 14                    | Finn Fisher-Black (NZL) | 27e                   |
| 15                    | Fernando Gaviria (COL)  | NP-4                  |
| 16                    | Brandon McNulty (USA)   | NP-4                  |
| 17                    | Jan Polanc (SLO)        | 67e                   |

| Jumbo-Visma TJV | Jumbo-Visma TJV             | Jumbo-Visma TJV |
| --------------- | --------------------------- | --------------- |
| Num             | Coureur                     | Pos             |
| 21              | Steven Kruijswijk (NED)     | 7e              |
| 22              | Rohan Dennis (AUS) (chrono) | 8e              |
| 23              | Robert Gesink (NED)         | 52e             |
| 24              | Michel Hessmann (GER)       | 107e            |
| 25              | Sepp Kuss (USA)             | 12e             |
| 26              | Gijs Leemreize (NED)        | 79e             |
| 27              | Timo Roosen (NED) (route)   | 92e             |

| Bahrain Victorious TBV | Bahrain Victorious TBV      | Bahrain Victorious TBV |
| ---------------------- | --------------------------- | ---------------------- |
| Num                    | Coureur                     | Pos                    |
| 31                     | Damiano Caruso (ITA)        | 6e                     |
| 32                     | Gino Mäder (SUI)            | 2e                     |
| 33                     | Hermann Pernsteiner (AUT)   | 36e                    |
| 34                     | Johan Price-Pejtersen (DEN) | 114e                   |
| 35                     | Luis León Sánchez (ESP)     | 40e                    |
| 36                     | Dylan Teuns (BEL)           | 98e                    |
| 37                     | Stephen Williams (GBR)      | 98e                    |

| Intermarché-Wanty-Gobert Matériaux IWG | Intermarché-Wanty-Gobert Matériaux IWG | Intermarché-Wanty-Gobert Matériaux IWG |
| -------------------------------------- | -------------------------------------- | -------------------------------------- |
| Num                                    | Coureur                                | Pos                                    |
| 41                                     | Louis Meintjes (RSA)                   | 32e                                    |
| 42                                     | Théo Delacroix (FRA)                   | 106e                                   |
| 43                                     | Quinten Hermans (BEL)                  | 69e                                    |
| 44                                     | Laurens Huys (BEL)                     | 110e                                   |
| 45                                     | Julius Johansen (DEN)                  | 115e                                   |
| 46                                     | Baptiste Planckaert (BEL)              | NP-3                                   |
| 47                                     | Rein Taaramäe (EST) (chrono)           | 33e                                    |

| Cofidis COF | Cofidis COF                 | Cofidis COF |
| ----------- | --------------------------- | ----------- |
| Num         | Coureur                     | Pos         |
| 51          | Ion Izagirre (ESP) (chrono) | 64e         |
| 52          | Sander Armée (BEL)          | 56e         |
| 53          | Tom Bohli (SUI)             | 112e        |
| 54          | Thomas Champion (FRA)       | 109e        |
| 55          | Rubén Fernández (ESP)       | 42e         |
| 56          | Simon Geschke (GER)         | 3e          |
| 57          | Davide Villella (ITA)       | 31e         |

| Groupama-FDJ GFC | Groupama-FDJ GFC            | Groupama-FDJ GFC |
| ---------------- | --------------------------- | ---------------- |
| Num              | Coureur                     | Pos              |
| 61               | Thibaut Pinot (FRA)         | 13e              |
| 62               | Matteo Badilatti (SUI)      | 59e              |
| 63               | Rudy Molard (FRA)           | 25e              |
| 64               | Quentin Pacher (FRA)        | 41e              |
| 65               | Sébastien Reichenbach (SUI) | 15e              |
| 66               | Anthony Roux (FRA)          | 90e              |
| 67               | Michael Storer (AUS)        | NP-1             |

| Quick-Step Alpha Vinyl QST | Quick-Step Alpha Vinyl QST | Quick-Step Alpha Vinyl QST |
| -------------------------- | -------------------------- | -------------------------- |
| Num                        | Coureur                    | Pos                        |
| 71                         | Rémi Cavagna (FRA) (route) | 82e                        |
| 72                         | Mattia Cattaneo (ITA)      | 91e                        |
| 73                         | Josef Černý (CZE) (chrono) | AB-4                       |
| 74                         | Mikkel Honoré (DEN)        | 46e                        |
| 75                         | James Knox (GBR)           | 71e                        |
| 76                         | Mauro Schmid (SUI)         | 23e                        |
| 77                         | Ethan Vernon (GBR)         | AB-4                       |

| AG2R Citroën Team ACT | AG2R Citroën Team ACT        | AG2R Citroën Team ACT |
| --------------------- | ---------------------------- | --------------------- |
| Num                   | Coureur                      | Pos                   |
| 81                    | Ben O'Connor (AUS)           | 5e                    |
| 82                    | Geoffrey Bouchard (FRA)      | 43e                   |
| 83                    | Bob Jungels (LUX)            | 61e                   |
| 84                    | Lawrence Naesen (BEL)        | AB-4                  |
| 85                    | Valentin Paret-Peintre (FRA) | 89e                   |
| 86                    | Nans Peters (FRA)            | 76e                   |
| 87                    | Michael Schär (SUI)          | 78e                   |

| Bora-Hansgrohe BOH | Bora-Hansgrohe BOH                  | Bora-Hansgrohe BOH |
| ------------------ | ----------------------------------- | ------------------ |
| Num                | Coureur                             | Pos                |
| 91                 | Aleksandr Vlasov (RUS) (chrono)     | 1er                |
| 92                 | Felix Großschartner (AUT)           | 28e                |
| 93                 | Sergio Higuita (COL) (route)        | 24e                |
| 94                 | Patrick Konrad (AUT) (route)        | 73e                |
| 95                 | Anton Palzer (GER)                  | 51e                |
| 96                 | Maximilian Schachmann (GER) (route) | 55e                |
| 97                 | Frederik Wandahl (DEN)              | 97e                |

| Lotto-Soudal LTS | Lotto-Soudal LTS         | Lotto-Soudal LTS |
| ---------------- | ------------------------ | ---------------- |
| Num              | Coureur                  | Pos              |
| 101              | Steff Cras (BEL)         | 11e              |
| 102              | Sébastien Grignard (BEL) | 96e              |
| 103              | Matthew Holmes (GBR)     | NP-2             |
| 104              | Harry Sweeny (AUS)       | 104e             |
| 105              | Harm Vanhoucke (BEL)     | 93e              |
| 106              | Viktor Verschaeve (BEL)  | 81e              |

| Trek-Segafredo TFS | Trek-Segafredo TFS                   | Trek-Segafredo TFS |
| ------------------ | ------------------------------------ | ------------------ |
| Num                | Coureur                              | Pos                |
| 111                | Antonio Tiberi (ITA)                 | 72e                |
| 112                | Jon Aberasturi (ESP)                 | HD-5               |
| 113                | Julien Bernard (FRA)                 | 39e                |
| 114                | Gianluca Brambilla (ITA)             | 26e                |
| 115                | Kenny Elissonde (FRA)                | 22e                |
| 116                | Toms Skujiņš (LAT) (route et chrono) | 58e                |
| 117                | Antwan Tolhoek (NED)                 | 66e                |

| Movistar Team MOV | Movistar Team MOV                  | Movistar Team MOV |
| ----------------- | ---------------------------------- | ----------------- |
| Num               | Coureur                            | Pos               |
| 121               | Carlos Verona (ESP)                | 16e               |
| 122               | Abner González (PUR)               | 35e               |
| 123               | Johan Jacobs (SUI)                 | AB-4              |
| 124               | Lluís Mas (ESP)                    | AB-1              |
| 125               | Gregor Mühlberger (AUT)            | NP-5              |
| 126               | Óscar Rodríguez Garaicoechea (ESP) | 44e               |
| 127               | Einer Rubio (COL)                  | 10e               |

| BikeExchange-Jayco BEX | BikeExchange-Jayco BEX        | BikeExchange-Jayco BEX |
| ---------------------- | ----------------------------- | ---------------------- |
| Num                    | Coureur                       | Pos                    |
| 131                    | Matteo Sobrero (ITA) (chrono) | 83e                    |
| 132                    | Sam Bewley (NZL)              | 99e                    |
| 133                    | Kevin Colleoni (ITA)          | NP-2                   |
| 134                    | Tsgabu Grmay (ETH)            | 53e                    |
| 135                    | Amund Grøndahl Jansen (NOR)   | 94e                    |
| 136                    | Jan Maas (NED)                | 74e                    |
| 137                    | Dion Smith (NZL)              | 70e                    |

| Israel-Premier Tech IPT | Israel-Premier Tech IPT  | Israel-Premier Tech IPT |
| ----------------------- | ------------------------ | ----------------------- |
| Num                     | Coureur                  | Pos                     |
| 141                     | Christopher Froome (GBR) | 65e                     |
| 142                     | Patrick Bevin (NZL)      | 38e                     |
| 143                     | Alexander Cataford (CAN) | 95e                     |
| 144                     | Jakob Fuglsang (DEN)     | 29e                     |
| 145                     | Krists Neilands (LAT)    | 80e                     |
| 146                     | Corbin Strong (NZL)      | NP-4                    |
| 147                     | Michael Woods (CAN)      | 17e                     |

| Team DSM DSM | Team DSM DSM             | Team DSM DSM |
| ------------ | ------------------------ | ------------ |
| Num          | Coureur                  | Pos          |
| 151          | Andreas Leknessund (NOR) | 34e          |
| 152          | Nikias Arndt (GER)       | 54e          |
| 153          | Marco Brenner (GER)      | 87e          |
| 154          | Romain Combaud (FRA)     | NP-4         |
| 155          | Tim Naberman (NED)       | AB-4         |
| 156          | Casper Pedersen (DEN)    | 113e         |
| 157          | Martijn Tusveld (NED)    | NP-4         |

| Astana Qazaqstan Team AST | Astana Qazaqstan Team AST   | Astana Qazaqstan Team AST |
| ------------------------- | --------------------------- | ------------------------- |
| Num                       | Coureur                     | Pos                       |
| 161                       | Harold Tejada (COL)         | 20e                       |
| 162                       | Valerio Conti (ITA)         | 77e                       |
| 163                       | Stefan de Bod (RSA)         | 57e                       |
| 164                       | Dmitriy Gruzdev (KAZ)       | AB-4                      |
| 165                       | Antonio Nibali (ITA)        | 85e                       |
| 166                       | Aleksandr Riabushenko (BLR) | 111e                      |
| 167                       | Andrey Zeits (KAZ)          | 60e                       |

| EF Education-EasyPost EFE | EF Education-EasyPost EFE | EF Education-EasyPost EFE |
| ------------------------- | ------------------------- | ------------------------- |
| Num                       | Coureur                   | Pos                       |
| 171                       | Rigoberto Urán (COL)      | NP-2                      |
| 172                       | Ben Healy (IRL)           | 47e                       |
| 173                       | Neilson Powless (USA)     | 14e                       |
| 174                       | Sean Quinn (USA)          | 18e                       |
| 175                       | Georg Steinhauser (GER)   | 103e                      |

| Equipo Kern Pharma EKP | Equipo Kern Pharma EKP     | Equipo Kern Pharma EKP |
| ---------------------- | -------------------------- | ---------------------- |
| Num                    | Coureur                    | Pos                    |
| 181                    | José Félix Parra (ESP)     | 37e                    |
| 182                    | Urko Berrade (ESP)         | 86e                    |
| 183                    | Francisco Galván (ESP)     | AB-4                   |
| 184                    | Carlos García Pierna (ESP) | 75e                    |
| 185                    | Raúl García Pierna (ESP)   | 101e                   |
| 186                    | Diego López (ESP)          | 100e                   |
| 187                    | Pau Miquel (ESP)           | 49e                    |

| Suisse SUI | Suisse SUI        | Suisse SUI |
| ---------- | ----------------- | ---------- |
| Num        | Coureur           | Pos        |
| 191        | Mathias Flückiger | 45e        |
| 192        | Nils Brun         | 108e       |
| 193        | Filippo Colombo   | 68e        |
| 194        | Antoine Debons    | 102e       |
| 195        | Dario Lillo       | 105e       |
| 196        | Valère Thiébaud   | 116e       |
| 197        | Yannis Voisard    | 63e        |